# Isotes sanguineipennis
Isotes sanguineipennis es una especie de insecto coleóptero de la familia Chrysomelidae.
Fue descrita científicamente en 1891 por Baly.